# Ulf Wakenius

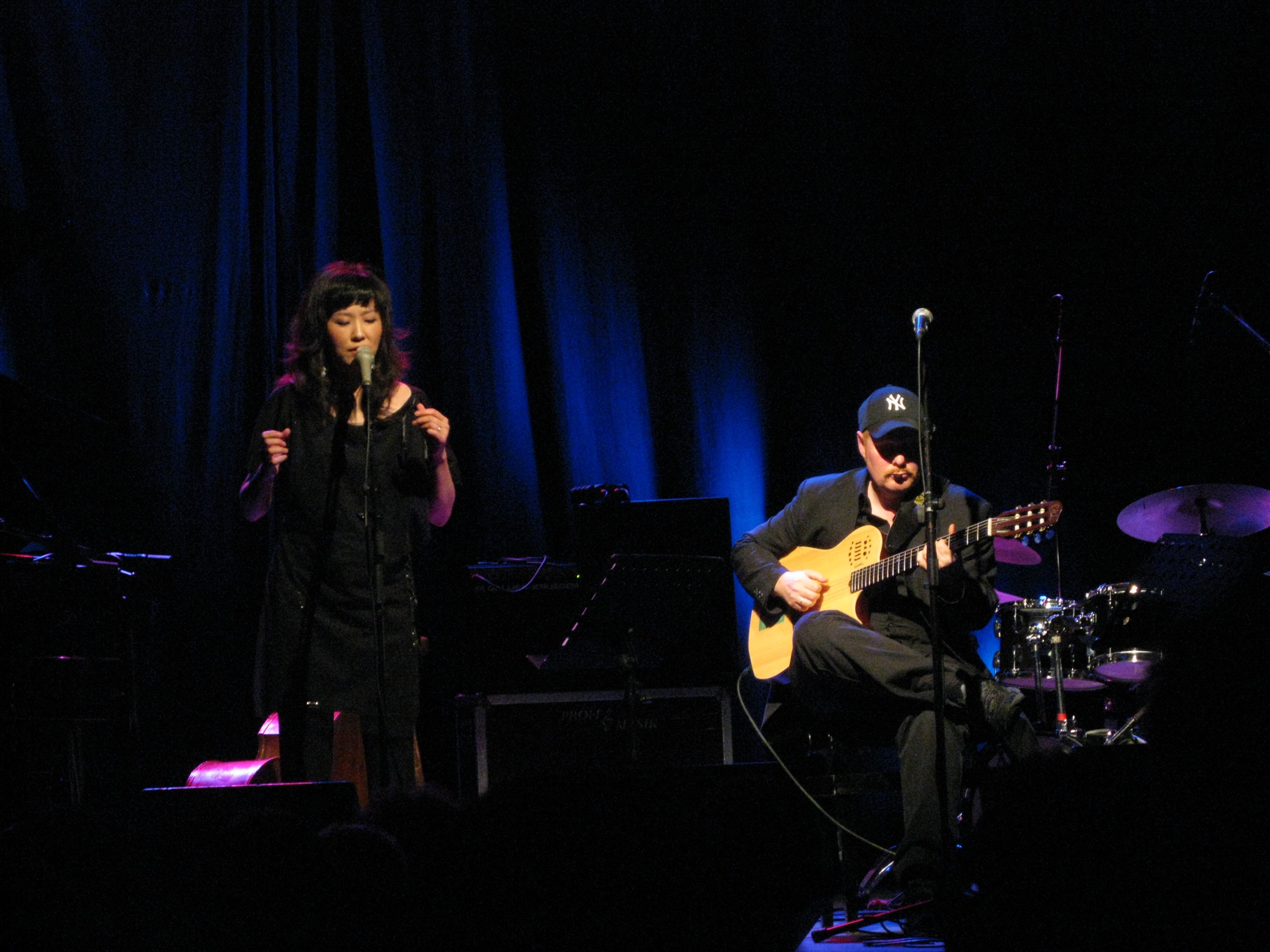
Ulf Wakenius, accompagnant Youn Sun Nah en 2009

Ulf Karl Erik Wakenius (né le 16 avril 1958 à Halmstad, Suède) est un guitariste de jazz suédois, connu comme membre du dernier Oscar Peterson quartet depuis 1997. Il fut aussi membre du Ray Brown trio. Il est également le leader de son propre groupe et a enregistré de nombreux albums.

## Biographie
Dans les années 1980, il joue avec Peter Almqvist (en) dans le groupe Guitars Unlimited, jouant pendant les entractes du Concours Eurovision de la chanson 1985 devant 600 millions de téléspectateurs. Une halte à Rio de Janeiro aboutit à trois enregistrements avec Sivuca Aquarela Do Brazil (1985), Rendez-Vous in Rio (1986) et Let's Vamos (1987).
Une coopération avec Niels-Henning Ørsted Pedersen démarre également pendant cette décennie, et ils enregistrent Those Who Were (1996) et This Is All I Ask (1998).
Son propre groupe sort Venture (1992) avec Jack DeJohnette à la batterie, Bill Evans et Bob Berg aux saxophones, Randy Brecker à la trompette, Niels Lan Doky (en) au piano, Chris Minh Doky et Lars Danielsson à la basse.
Ce travail avec des musiciens américains continue pour New York Meeting (1994) avec Niels Lan Doky piano, Ira Coleman basse, et Billy Hart à la batterie.
Son album Enchanted Moments (1996) est enregistré avec Lars Jansson (en) piano, Lars Danielsson, basse et Raymond Karlsson batterie. Sur Dig In (1997) il joue avec Gösta Rundqvist (de) piano, Yasuhito Mori (sv) basse et Jukkis Uotila (fi) batterie.
Live (2000) et The Guitar Artistry of U.W. (2002), sont suivis par Forever you (Stunt, 2003), avec Carsten Dahl, piano, Morten Lund batterie et Lars Danielsson basse, Tokyo Blue (2004) avec Carsten Dahl piano, Morten Lund batterie et Yasuhito Mori basse et Checkin' In (2004).
Il enregistre Notes from the Heart (2005), un hommage à Keith Jarrett, avec Lund et Johansson, Love Is Real (2008), Signature Edition 2 (2010), Vagabond (2012) et Momento Magico (2014).
Wakenius a formé avec Haakon Graf (en) piano, au début des années 1990 le groupe Graffiti avec les membres du groupe de John Scofield, Dennis Chambers batterie, Gary Grainger basse. Ils réalisent l'album Good Groove en 1994.
Il apparaît sur Duke Ellington Swings (Telarc, 1998); Avec Oscar Peterson il réalise Summernight in Munich (Telarc, 1999) et Trail of Dreams avec Oscar Peterson et Michel Legrand (2000).
Avec Ray Brown, il joue sur Summertime (1998) et Seven Steps to Heaven (1999), comme sur Some of My Best Friends Are Guitar Players (2001).
Avec Pat Metheny, il joue au festival Jazz Baltica (en) (2003).
En Norvège, il a joué sur l'album Hot Cats (2005), avec Hot Club de Norvège (en) et le Camelia String Quartet, et aussi participé à l'enregistrement de Guitaresque, avec Jon Larsen (en), Stian Mevik (no), Jimmy Rosenberg et d'autres. Il a fait d'autres collaborations avec Lisa Nilssons Små Rum (2001), Cæcilie Norby (en) First Conversations (2002), comme des enregistrements avec Viktoria Tolstoy, Esbjörn Svensson et Youn Sun Nah. En 2006, il part en tournée avec son spectacle In the Spirit of Oscar avec Kjell Öhman (en) on piano, Hans Backenroth (sv) à la basse et Joakim Ekberg (sv) à la batterie.

## Discographie (sélection)

### Albums solo
- 1985: Aquarela Do Brazil (Sonet Grammofon), with Sivuca
- 1992: Venture (L+R Records)
- 1992: Back To The Roots (Sonet Grammofon)
- 1994: New York Meeting (Bellaphon Records)
- 1996: Enchanted Moments (Verve Records)
- 1997: Dig In (Sittel Records)
- 2000: Live (Dragon Records)
- 2002: The Guitar Artistry of U.W. (Dragon Records)
- 2003: Forever You (Stunt Records)
- 2003: First Step (Spice Of Life)
- 2004: Tokyo Blue (Spice of Life)[3],[6]
- 2004: Checkin' In (Megaphon Records)
- 2005: Notes From The Heart (ACT Music), joue la musique de Keith Jarrett
- 2008: Love Is Real (ACT Music)
- 2008: Plays the Music of Esbjorn Svensson (Video Arts)
- 2010: Signature Edition 2 (ACT Music)
- 2012: Vagabond (ACT Music), with Lars Danielsson et Vincent Peirani
- 2014: Momento Magico (ACT Music)[5]

### Collaborations
| avec                                                               | année | titre                                      | label              | commentaire                                                                    |
| ------------------------------------------------------------------ | ----- | ------------------------------------------ | ------------------ | ------------------------------------------------------------------------------ |
| Svend Asmussen                                                     | 1986  | String Swing                               | Sonet Grammofon    |                                                                                |
| Sivuca                                                             | 1986  | Rendez-Vous In Rio                         | Sonet Grammofon    |                                                                                |
| Sivuca                                                             | 1987  | Let's Vamos                                | Sonet Grammofon    |                                                                                |
| Graffiti                                                           | 1994  | Good Groove                                | Lipstick Records   |                                                                                |
| Niels-Henning Ørsted Pedersen                                      | 1996  | Those Who Were                             | Polygram Records   |                                                                                |
| Niels-Henning Ørsted Pedersen                                      | 1998  | This Is All I Ask                          | Verve Records      |                                                                                |
| Niels-Henning Ørsted Pedersen                                      | 2007  | The Unforgettable NHØP Trio Live           | ACT Music          |                                                                                |
| Ray Brown                                                          | 1998  | Summertime                                 | Telarc             |                                                                                |
| Ray Brown trio                                                     | 1998  | Duke Ellington Swings                      | Telarc             | "Cotton Tail"                                                                  |
| Ray Brown                                                          | 1999  | Seven Steps to Heaven                      | Telarc             |                                                                                |
| Ray Brown                                                          | 2001  | Some of My Best Friends Are Guitar Players | Telarc             |                                                                                |
| Oscar Peterson                                                     | 2000  | Trail of Dreams                            | Telarc             |                                                                                |
| Lisa Nilsson                                                       | 2001  | Små Rum                                    | Diesel Music       |                                                                                |
| Cæcilie Norby (en)                                                 | 2002  | First Conversations                        | Blue Note Records  |                                                                                |
| Cæcilie Norby                                                      | 2004  | London/Paris                               | Copenhagen Records |                                                                                |
| Cæcilie Norby                                                      | 2005  | Slow Fruit                                 | Copenhagen Records |                                                                                |
| Cæcilie Norby                                                      | 2011  | Arabesque                                  | ACT Music          |                                                                                |
| Hot Club de Norvège et the 'Camelia String Quartet'                | 2005  | Hot Cats                                   | Hot Club Records   |                                                                                |
| Viktoria Tolstoy                                                   | 2005  | My Swedish Heart                           | ACT Music          |                                                                                |
| Nils Landgren                                                      | 2006  | Christmas Concert With My Friends          | ACT Music          | with Viktoria Tolstoy, Jeanette Köhn (sv), Lars Danielsson et Bugge Wesseltoft |
| Kjell Öhman                                                        | 2006  | In the Spirit of Oscar                     | Easy Does It       |                                                                                |
| The Hans Ulrik/Steve Swallow/Jonas Johansen Trio                   | 2007  | Believe In Spring                          | Stunt Records      | featuring Bobo Stenson                                                         |
| Ida Sand                                                           | 2007  | Meet Me Around Midnight                    | ACT Music          |                                                                                |
| Jan Zehrfelds Panzerballett                                        | 2008  | Starke Stücke                              | ACT Music          |                                                                                |
| AMC Trio (Peter Adamkovič, Martin Marinčák et Stanislav Cvanciger) | 2008  | Soul Of The Mountain                       | Hevhetia Music     |                                                                                |
| Bugge Wesseltoft                                                   | 2009  | The Bugge Wesseltoft Platinum Edition      | ACT Music          |                                                                                |
| Youn Sun Nah                                                       | 2009  | Voyage                                     | ACT Music          |                                                                                |
| Youn Sun Nah                                                       | 2010  | Same Girl                                  | ACT Music          |                                                                                |
| Youn Sun Nah                                                       | 2013  | Lento                                      | ACT Music          |                                                                                |
| Bengan Jansson et Jan Lundgren                                     | 2012  | Janson/Lundgren/Wakenius                   | Naxos Records      |                                                                                |
| Wolfgang Haffner (de)                                              | 2020  | Kind of Tango                              | ACT Music          | "Tango Cordoba" (comp.)                                                        |